# نصب يوري غاغارين (طشقند)
نصب يوري غاغارين التذكاري (بالروسية: Памятник Юрию Гагарину) هو نصب تذكاري مُخصّص ليوري غاغارين، أوّل رائد فضاء في العالم.
يقع التمثال في طشقند عاصمة أوزبكستان.

## الوصف
التمثال مصنوع من البرونز، يُصوّر يوري غاغارين في بذلة فضاء بدون خوذة، يقف على قمة الكرة الأرضية، على خلفية ركائز طولها 28 مترًا في شكل غيمة طائرة. في يده اليمنى، يرفع مخطط أول قمر صناعي للأرض. على قاعدة التمثال المبطنة بالجرانيت الوردي، تم وضع اسم «يوري غاغارين» بأحرف معدنية.
يعد النصب التذكاري والساحة المجاورة بمثابة مكان للاحتفال باليوم الدولي للطيران ورواد الفضاء، بمشاركة ممثلي الحكومة والدبلوماسيين الروس.